# Ibacus
Ibacus is een geslacht van kreeftachtigen uit de familie van de Scyllaridae.

## Soorten
- Ibacus alticrenatus Spence Bate, 1888
- Ibacus brevipes Spence Bate, 1888
- Ibacus brucei Holthuis, 1977
- Ibacus chacei Brown & Holthuis, 1998
- Ibacus ciliatus (von Siebold, 1824)
- Ibacus novemdentatus Gibbes, 1850
- Ibacus peronii Leach, 1815
- Ibacus pubescens Holthuis, 1960